# هايدا
هايدا هي مجموعة عرقية تعيش في أرخبيل هايدا في غرب كندا. لغة هايدا هي لغة معزولة، كان متحدثوها موجودين في أرخبيل هايدا وعدة جزر في جنوب ألاسكا، وكانت منطوقة منذ 14,000 عاما على الأقل. تحدث شعب هايدا عددًا من لغات الأمم الأولى الساحلية قبل القرن التاسع عشر، مثل لينغيت ونيسغا ووتسيمشيان. تراجع عدد متحدثي الهايدا بعد وصول المستوطنين وإقامة المدارس السكنية، ولكن هناك جهود الآن لإحياء اللغة.
تدير القبيلة شؤونها عن طريق مجلس أمة هايدا، ومقرها في أرخبيل هايدا غواي (سابقا جزر الملكة شارلوت) في شمال كولومبيا البريطانية. وهناك مجموعة تعرف باسم كايغاني هايدا تعيش عبر الحدود الدولية في جزيرة أمير ويلز في جنوب شرق ألاسكا، وهي تقع ضمن إقليم قبيلة تلينغيت، وهاجر إليها أفراد من الهايدا في أواخر القرن الثامن عشر. ويعتقد أن قبيلة هايدا عاشت جزر الملكة شارلوت منذ 14000 عام على الأقل.
يحق لجميع الناس من أصل الهايدا الحصول على عضوية القبيلة، على أن بعض أفراد قبيلة كايجان هم أيضا جزء من مجلس تلينغيت هايدا الهندي في ألاسكا. وقد صنفت لغة الهايدا في بعض الأحيان على أنها من مجموعة نا ديني، ولكنها عادة ما تعتبر من لغة منعزلة.
يواصل مجتمع هايدا إنتاج فنونه الشعبية بشكل غزير، وهو أحد الفروع الرئيسية لفن الساحل الشمالي الغربي. صنع عديد الفنانين أشكالا من النقوش الخشبية الكبيرة (أعمدة الطوطم) وأشكال النسيج والحلي المزخرفة، كما قام بعض الشباب في القرن الواحد والعشرين بالتعبير عن ثقافتهم بطرق رائجة مثل قصص المانغا المصورة.
في يونيو 2017، بدأ إنتاج أول فيلم طويل بلغة الهايدا، بعنوان «حافة السكين»، ومن طاقم ممثلين من الهايدا. وتعلم بعض الممثلين لغة الهايدا لأداء الفيلم، وهو من إخراج وسيناريو غواي إيدنشو.